# Elena Lebedienko
Elena Lebedienko (Rusia, 16 de enero de 1971) es una atleta rusa retirada especializada en la prueba de triple salto, en la que consiguió ser medallista de bronce europea en pista cubierta en 1998.

## Carrera deportiva
En el Campeonato Europeo de Atletismo en Pista Cubierta de 1998 ganó la medalla de bronce en el triple salto, con un salto de 14.32 metros, tras la británica Ashia Hansen (oro con 15.16 metros que fue récord del mundo) y la checa Šárka Kašpárková.